# Arca (producer)
Alejandra Ghersi Rodriguez (Caracas, 14 oktober 1989), beter bekend onder de naam Arca, is een Venezolaanse muzikante, zangeres, componiste, producer en DJ. Ze heeft acht studioalbums uitgebracht en werkte samen met onder meer Björk, Kanye West, Frank Ocean, The Weeknd, FKA Twigs en Lady Gaga.

## Beginjaren
Arca werd geboren als kind van een bankier. Toen ze drie jaar oud was, verhuisde het gezin naar Darien, Connecticut, en zes jaar later terug naar Caracas. Naar eigen zeggen groeide Arca op in een bubble, in een gesloten gemeenschap waarin ze thuisonderwijs genoot en piano leerde spelen. In haar tienerjaren bracht Arca muziek uit onder de naam Nuuro, waarmee ze matige successen boekte. Later ging ze naar het Clive Davis Institute of Recorded Music aan de NYU.

## Carrière

### 2012-2016
Op 1 februari 2012 werd Arca's eerste extended play Baron Libre door UNO NYC uitgebracht. Later dat jaar, op 19 april en 6 augustus, verschenen de ep's Stretch 1 en Stretch 2. In 2013 werd Arca voor het eerst gecrediteerd voor de productie, programmering en songwriting van vijf nummers op Kanye Wests album Yeezus, dat op 18 juni verscheen. Drie maanden later, op 17 september, volgde FKA Twigs' EP2, waarop Arca elk nummer produceerde en meeschreef. Ook bracht ze in eigen beheer, via SoundCloud, haar mixtape &&&&& uit.
Arca's debuutalbum Xen werd op 4 november 2014 door Mute Records uitgebracht. In hetzelfde jaar leverde ze een belangrijke bijdrage aan Björks achtste studioalbum Vulnicura, dat op 20 januari 2015 verscheen. Arca produceerde zeven van de negen tracks en schreef mee aan twee ervan. Haar tweede studioalbum, Mutant, kwam uit op 20 november 2015, haar tweede mixtape Entrañas op 4 juli 2016.

### 2017-2021
Op 22 februari 2017 tekende Arca bij XL Recordings en bracht op 7 april 2017 haar derde studioalbum Arca uit. Later dat jaar werkte ze opnieuw samen met Björk door diens negende studioalbum Utopia voor een deel te co-produceren. Ook werkte Arca voor een tweede keer samen met Kelela; eerst voor de extended play Hallucinogen (2015), daarna voor het debuutalbum Take Me Apart (2017).
Op 19 februari bracht Arca de 62 minuten tellende single @@@@@ uit, samen met een audiovisuele film geregisseerd door Frederik Heyman. Voor haar vierde studioalbum Kick I, dat uitkwam op 26 juni 2020, werkte Arca samen met Björk, Rosalía, Shygirl en Sophie. De opvolgers, die deel uitmaken van eenzelfde serie en de titels Kick II, Kick III, Kick IIII en Kick IIIII dragen, verschenen op 30 november, 1 december, 2 december en 3 december 2021.

## Privéleven
Arca woonde in Londen alvorens ze zich in 2018 in Barcelona vestigde.
In 2018 kwam Arca uit de kast als non-binair, en voegde er later aan toe dat ze zich identificeert als transvrouw. Ze heeft een relatie gehad met de Duitse fotograaf en regisseur Daniel Sannwald en de Spaanse multimediakunstenaar Carlos Sáez, met wie ze voor haar projecten regelmatig samenwerkte.

## Discografie

### Studioalbums
- Xen (2014)
- Mutant (2015)
- Arca (2017)
- Kick I (2020)
- Kick II (2021)
- Kick III (2021)
- Kick IIII (2021)
- Kick IIIII (2021)

### Mixtapes
- &&&&& (2013)
- Entrañas (2016)

### Ep's
- Baron Libre (2012)
- Stretch 1 (2012)
- Stretch 2 (2012)
- Madre (2021)